# Harel Skaat
Harel Skaat (in ebraico הראל סקעת‎?; Kfar Saba, 8 agosto 1981) è un cantante israeliano.
È divenuto famoso nel suo paese nel 2004 quando partecipò al talent show Kokhav Nolad (È nata una stella).

## Biografia
Già in giovane età il talento canoro di Skaat attirava attenzione. Quando aveva 6 anni vinse una gara tra cantanti giovani nella sua città, e dopo questo partecipò ad un episodio di un programma televisivo per bambini. Durante i suoi studi, partecipò alla scuola corale, e dopo aver cantato in una banda militare nell'esercito studiò alla scuola Beit-Zvi per le arti dello spettacolo.
Nel 2004 Skaat diventò famoso in Israele quando partecipò alla seconda stagione del talent show Kokhav Nolad (È nata una stella), una versione israeliana di X Factor. Grazie al suo aspetto e il suo talento canoro diventò presto il concorrente dominante e favorito dal pubblico e dai giudici, ma nonostante la sua popolarità e le aspettative del pubblico, non riuscì a vincere la concorrenza. Raggiunse solo il secondo posto, mentre Harel Moyal, un altro concorrente dello show, conquistò il primo posto.
Dopo Kokhav Nolad, Skaat continuò ad ottenere popolarità. Nello stesso anno partecipò al Festigal (un festival musicale per bambini) con la canzone la'uf (volare). Anche questa volta non riuscì a raggiungere il primo posto, conquistato ancora una volta da Harel Moyal. A marzo 2005 cantò l'inno nazionale israeliano Hatikvah (la speranza) in una partita di calcio fra Israele e Francia. Nello stesso anno recitò nel musical mi shekhalam (quello che sognò), sugli ultimi dieci anni di Yitzhak Rabin, il primo capo del governo israeliano, assassinato nel 1995.
Nel luglio 2006 venne pubblicato Harel Skaat, l'album di debutto del cantante che divenne dopo meno di un mese disco d'oro, vendendo oltre 20 000 copie, e finalmente venne certificato come disco di platino con più di 40 000 copie vendute. L'album include parecchi grandi successi come kama od efshar (quanto ancora posso), mashehu mimeni (qualcosa di me) e ve'at (e tu), che divenne la canzone dell'anno. Nello stesso anno Skaat è stato nominato l'uomo dell'anno nella musica, e cantante dell'anno.
Dopo una disputa legale con la sua etichetta discografica Hed Artzi, Skaat lanciò il suo secondo album Dmuyot (figure) nel settembre 2009. L'album, che contiene il singolo muvan li akhshav (ora capisco), venne certificato come disco d'oro.
Nel 25 ottobre 2010 Skaat si dichiarò gay in un programma televisivo, e nel anno 2011 cominciò vedersi con il modello israeliano Idan Roll.
Durante il anno 2011 uscirono alcuni singoli di Skaat come tihiye li ahava (avrò un amore), ha-me'a ha-21 (il XXI secolo), kama od drachim (quante vie ancora), e shuv me'ushar (ancora felice). Nel 29 gennaio 2012 venne pubblicato il terzo album di Skaat shuv me'ushar (ancora felice). In questo anno Skaat è stato nominato cantante dell'anno ancora.
Nel dicembre 2021 Skaat si è esibito durante la 70ª edizione di Miss Universo, tenutasi ad Eilat, Israele, interpretando il celeberrimo brano Hallelijah insieme con Valerie Hamati e Narkis.

## Eurofestival 2010
Skaat rappresentò Israele nell'Eurovision Song Contest 2010 ad Oslo, Norvegia con la canzone Milim (Parole). Nonostante Skaat fosse uno dei concorrenti favoriti a raggiungere uno dei primi posti nella gara, conquistò solamente la 14ª posizione. Vinse, tuttavia, tutti i tre Premi Marcel Bezençon dell'Eurofestival 2010, che inclusero il premio di migliore performance, il premio di miglior composizione musicale, e il premio della stampa.

## Discografia
- 2006 – Harel Skaat
- 2009 – Dmuyot
- 2012 – Shuv me'ushar